# Gezer
Gezer là một thành phố cổ đại ở vùng Canaan, Israel.
Thành phố cổ Gezer có vị trí chiến lược quan trọng và nằm trên tuyến đường thương mại nối liền châu Á và châu Phi. Nơi đây từng được người Ai Cập, người Canaan và người Assyria cai quản trong nhiều thế kỷ, trước khi một pharaoh Ai Cập trao quyền cai trị thành phố cho vua Solomon vào khoảng thế kỷ 10 đến thế kỷ 8 trước Công nguyên, như một món quà cưới cho con rể.